# 根纳季·拉基京
根纳季·拉基京（羅馬化：Gennadiy Rakitin）是一位由俄罗斯反普京流亡记者安德烈·扎哈羅夫等人虚构的俄语诗人，是一个钓鱼式恶作剧。相关反普京人士将一些纳粹德国诗歌翻译成俄语并改编为美化战争的愤青式爱国主义诗歌，导致俄罗斯各界人士上当，其中包括不少克里姆林宫官员和杜马议员。

## 经过
反普京人士用AI生成头像，虚构了名为“根纳季·拉基京”的49岁诗人，莫斯科国立大学语文系毕业。2023年中旬拉基京在社交媒体VKontakte上发表了18首诗歌，向俄罗斯士兵英勇牺牲和伟大领袖普京致敬。这些诗是反普京人士在纳粹德国诗歌的基础上将诸如“德国”、“希特勒”、“无名的冲锋队队员”替换为“俄罗斯”、“普京”和“无名的瓦格纳雇佣兵战士”而成。如以普京照片为配图发表的《领袖》一诗实际上是1938年埃贝哈德·穆勒为希特勒而写的反犹太和纳粹宣传作品《元首》，而穆勒在希特勒上台前就已加入纳粹党。其他作者还包括1933年入党的冲锋队队员赫里伯特·门泽尔、纳粹歌词作家海因里希·阿纳克尔。

## 影响
这些诗歌在VKontakte上得到大量转发。据称有100位俄罗斯杜马议员、30位俄罗斯联邦委员会成员以及多位克里姆林宫官员上当，在VKontakte上加拉基京为好友，这些人包括国家杜马文化委员会主席叶连娜·扬波利斯卡娅、前副总理德米特里·罗戈津，杜马议员德米特里·瓦季莫维奇·库兹涅佐夫、尼娜·奥斯塔宁娜。
拉基京的诗于2024年6月初在俄罗斯作家协会卡卢加分会举办的全俄罗斯爱国诗歌大赛中获奖。拉基京的诗还闯入了第18界全俄罗斯特瓦尔多夫斯基爱国诗歌大赛“祖国卫士诗歌”组的半决赛。《莫斯科》一刊也在其竞赛栏中刊登了拉基京的诗。

## 起因
| Геннадий долго издевался, Над z-стихами на стене, В итоге ..й нарисовал он, Войне. | 根纳季长久嘲弄 墙上的z字诗行， 最终，他的信息是： 去他妈的战争。 |
| —“根纳季·拉基京”的最后一首诗（原创）                                               |                                                                  |

这些匿名的反普京人士试图以此表明俄罗斯的“Z宣传”和当今俄罗斯的主流文化与法西斯主义十分相似。在给《卫报》的书面回复中，这些参与者说“我们读到了一些Z诗歌并在其中发现了赤裸裸的纳粹主义。于是我们怀疑在纳粹德国有人也在做完全相同的事，结果证明我们没错。”他们发现的几乎所有诗歌，除了一些年代上的差异外都充分契合现今的俄罗斯。这些诗的作者还说“这在政治上表明虽然俄罗斯宣称在与纳粹作战，但是纳粹德国的理念却和现代俄罗斯的理念如出一辙。这在文化上还表明俄罗斯文化没有如当局所说的那样实现复兴，反而是衰败了。”此外，他们从一开始就计划有朝一日公布拉基京的真实身份。他们之所以选择这个时间点公布是因为长期处在阴郁的俄罗斯Z世界中使他们在道德上疲惫不堪，他们已经为此厌倦不已。